# Paul Trede (Schriftsteller)

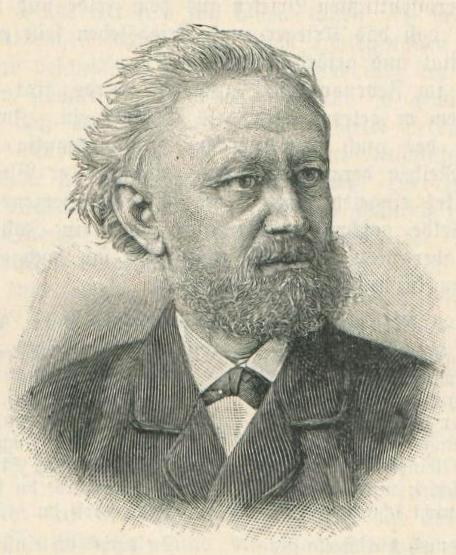
Paul Trede

Paul Trede (* 19. August 1829 in Brockdorf; † 29. Juni 1908 in Bremen) war ein deutscher Schriftsetzer und Autor.

## Leben
Paul Trede, Sohn des Tagelöhners Marx Trede und dessen Ehefrau Marie Sachau, wuchs in einfachsten Verhältnissen auf, besuchte die Dorfschule und arbeitete vom zehnten Lebensjahr an bei Bauern, um zum Unterhalt der Familie beizusteuern. 1844 begann er eine fünfjährige Lehrzeit zum Buchdrucker beim Itzehoer Wochenblatt des Senators Peter Samuel Schönfeldt. Gleichzeitig bildete er sich im Selbststudium in fremden Sprachen, Geschichte und deutscher Literatur weiter und veröffentlichte erste Arbeiten in regionalen Zeitungen.
Noch während der Lehrzeit wurde er zur schleswig-holsteinischen Armee eingezogen und kämpfte im 10. Schleswig-Holsteinischen Infanteriebataillon, später wurde er Mitglied der Fröhlichschen Patrouille.
Im Frühjahr 1852 ging Trede für drei Jahre auf Wanderschaft durch Deutschland und die Schweiz. Nach der Rückkehr im Februar 1855 arbeitete er wieder in der Druckerei und wurde später dort Prokurist bei den Itzehoer Nachrichten. 1894 wurde ihm der Kronenorden 4. Klasse verliehen. 1898 zog er nach Bremen um.
1993 gab Waltraut Feldtmann ausgewählte Werke Paul Tredes heraus.

## Werke
- Klaas vun Brochdörp. Hamburg 1856 (Digitalisat)
- Abel. En Plattdütsch Stückchen merrn ut de Marsch un merrn ut't Leben. 1880, 2. Aufl. 1896
- Grüne Blätter. Gesammelte Dichtungen. 1881, 2. vermehrte Aufl. 1899
- Lena Ellerbrok. En plattdütsch Stückschen ut ole Tiden. 1884, 2. Aufl. 1916
- Engelsch un Plattdütsch is eendohnt. 1889, 2. Aufl. 1908
- Brochdorper Lüd. 1890
- Ut Brochdörp. 1920